# 巨箭石
巨箭石（學名：Megateuthis）是生存於在早侏羅紀海洋中的一屬箭石。其下有著目前已知最大的箭石物種——Megateuthis gigantea。其化石分布於格陵蘭、德國、法國和義大利等地。

## 物種
以下列出本屬的部分物種：
- Megateuthis aalensis Voltz, 1830
- Megateuthis elliptica Miller, 1826[2]
- Megateuthis gigantea (von Schlotheim, 1820)[2]
- Megateuthis suevica Klein, 1773[2]